# Киримюър
Киримю̀ър (на английски: Kirriemuir, наричан също Кѝри, на английски: Kirrie, на гаелски Cearan Mhoire) е град в Шотландия.

## География
Градът е в област Ангъс. Намира се на 5 км западно от областния център град Форфар. На около 60 км на север е град Абърдийн, а на около 20 км на юг е град Дънди. Киримюър е най-малкият град от общо седем града в областта Ангъс. Население 6000 жители от преброяването през 2004 г.  Архив на оригинала от 2012-01-25 в Wayback Machine.

## История
При археологически разкопки край Киримюър са намерени предмети от бронзовата епоха и от културите на пиктите, римляните и келтите. През 1459 г. шотландския крал Джеймс II дава независимост на местните хора като населеното място бива наричано „Свободен баронски град“. От документи на енорията през 1561 г. Киримюър е имал 124 жители, живеещи в 32 сгради. През 1660 г. населението е било 167 жители в 41 сгради. През 1748 г. населението е 670 жители. В края на 18 век поради бързото развитие на икономиката на града жителите достигат 1584. През 1833 г. населението е около 3000 души. През 1854 г. е построена жп линия до съседния град Форфар, която по-късно е била закрита.

## Архитектура
По документи на местната енория през 1604 г. са преобладавали дървените сгради, но към края на 17-о столетие са подменени с каменни. Архитектурата на по-голямата част от сградите в Киримюър е в типичния за повечето шотландски градове стил от тесни улици и каменни сгради най-често от 2 до 4 етажа със стръмни покриви и високи комини, строени през 18-19 век.

## Архитектурни и природни забележителности
- Паметникът на Питър Пан
- Градският музей
- Музеят на авиацията
- Родната къща музей на Сър Джеймс Матю Бари
- Замъкът „Еърли Касъл“, намиращ се на около 10 км западно от Киримюър

Паметникът на Бон Скот

## Икономика
В миналото Киримюър и бил град с развита търговия. Имало е заводи за преработка на юта, които днес са преустроени за производство на синтетика. Друг основен отрасъл в икономиката на града е туризмът. В околностите му има благоприятни условия за лов. Срещат се яребици, фазани и елени. Риболовът е също предпочитано занимание.

## Спорт
- Голфклуб, създаден през 1903 г.
- Футболен отбор с аматьорски статут „Киримюър Тисъл“

## Личности, родени в Киримюър
- Сър Джеймс Матю Бари (1860 – 1937), шотландски писател и драматург, автор на „Питър Пан“
- Бон Скот (1946 – 1980), първи вокалист на австралийската рокгрупа „Ей Си/Ди Си“
- Александър Уайт (1837 – 1921), шотландски богослов и теолог

## Личности, починали в Киримюър
- Вайълет Джейкъб (1863 – 1946), шотландска писателка

## Личности, свързани с Киримюър
- Ан Бег (р.1955), шотландска политичка, след 1978 г. преподавала история в града